# پائولا ویتوری
پائولا ویتوری (ایتالیایی: Paolo Vittori؛ زادهٔ ۳۱ مه ۱۹۳۸) بازیکن و مربی بسکتبال اهل ایتالیا بود.
از باشگاه‌هایی که در آن بازی کرده‌است می‌توان به المپیا میلان اشاره کرد.